# Alvānaq
Alvānaq (persiska: الوانق) är en ort i Iran.   Den ligger i provinsen Östazarbaijan, i den nordvästra delen av landet, 500 km väster om huvudstaden Teheran. Alvānaq ligger 1 489 meter över havet och antalet invånare är 555.
Terrängen runt Alvānaq är kuperad, och sluttar västerut. Runt Alvānaq är det ganska tätbefolkat, med 230 invånare per kvadratkilometer. Närmaste större samhälle är ‘Ajab Shīr, 12,9 km söder om Alvānaq. Trakten runt Alvānaq består i huvudsak av gräsmarker.